# 高野真之
高野 真之（たかの まさゆき）は、日本の漫画家。

## 来歴
1997年、『コミックジャパン』に「電脳浪人トウダイン」初掲載。1999年、『月刊コミック電撃大王』に掲載された前後編の読切作品、「FUTURE SHOCK」でデビュー。

## 作品リスト

### 漫画
- 電脳浪人トウダイン（佐野智之名義）（コミックジャパン連載 未単行本化）
- ブギーポップ・デュアル 負け犬たちのサーカス（原案：上遠野浩平、月刊コミック電撃大王連載、全2巻）
- クロノスヘイズ（月刊コミック電撃大王→漫画アクション連載中、既刊 電撃コミックス版2巻、アクションコミックス版3巻）
- BLOOD ALONE（月刊コミック電撃大王→イブニング連載、既刊 電撃コミックス版全6巻、イブニングKC版全10巻）
- MOON EDGE（ウルトラジャンプ連載中、既刊2巻）

### イラスト
- S20/戦後トウキョウ退魔録（著：伊藤ヒロ・峰守ひろかず、NOVEL 0刊行、全2巻）